# Чёрная шлемоносная райская птица
Чёрная шлемоносная райская птица (лат. Paradigalla carunculata) — вид птиц рода шлемоносных райских птиц семейства райские птицы. Обитает только в горах Арфак (Индонезия). Подвидов не выделяют.

## Описание
Длина тела около 37 см. Хвост длинный и заострённый. Один из самых невзрачных представителей семейства Paradisaeidae, полностью чёрного цвета и единственным украшением являются разноцветные лицевые бородки жёлтого, красного и небесно-голубого цветов у основания клюва. Оба пола похожи внешне, однако самка немного тусклее и меньше.